# Stonefort
Stonefort is een plaats (village) in de Amerikaanse staat Illinois, en valt bestuurlijk gezien onder Saline County en Williamson County.

## Demografie
Bij de volkstelling in 2000 werd het aantal inwoners vastgesteld op 292. In 2006 is het aantal inwoners door het United States Census Bureau geschat op 291, een daling van 1 (-0,3%).

## Geografie
Volgens het United States Census Bureau beslaat de plaats een oppervlakte van 3,8 km², geheel bestaande uit land. Stonefort ligt op ongeveer 125 m boven zeeniveau.

## Plaatsen in de nabije omgeving
De onderstaande figuur toont nabijgelegen plaatsen in een straal van 20 km rond Stonefort.